# Lijst van nationale parken in Equatoriaal-Guinea
Hieronder volgt een lijst van nationale parken in Equatoriaal-Guinea.
| Nationaal park                | Stichtingsjaar | Oppervlakte (km2) | Foto |
| ----------------------------- | -------------- | ----------------- | ---- |
| Nationaal park Monte Alén     | 1990           | 2000              |      |
| Nationaal park Altos de Nsork |                | 700               |      |
| Nationaal park Pico Basilé    |                | 730               |      |